# Euageta arestodes
Euageta arestodes är en fjärilsart som beskrevs av Turner 1947. Euageta arestodes ingår i släktet Euageta och familjen mott. Inga underarter finns listade i Catalogue of Life.